# Nicolas Rossolimo
Nicolas Rossolimo (ruso: Николай Спиридонович Россоли́мо, romanizado: Nikolai Spiridonovich Rossolimo; 28 de febrero de 1910 - 24 de julio de 1975) fue un jugador de ajedrez de origen ruso. Después de adquirir la ciudadanía griega en 1929, pudo emigrar ese año a Francia, y fue muchas veces campeón de ajedrez de París. En 1952 emigró a los Estados Unidos y ganó el US Open Chess Championship de 1955. Fue galardonado con el título de Gran Maestro Internacional por la FIDE en 1953. Rossolimo residió en la ciudad de Nueva York hasta su muerte.

## Biografía y carrera ajedrecística

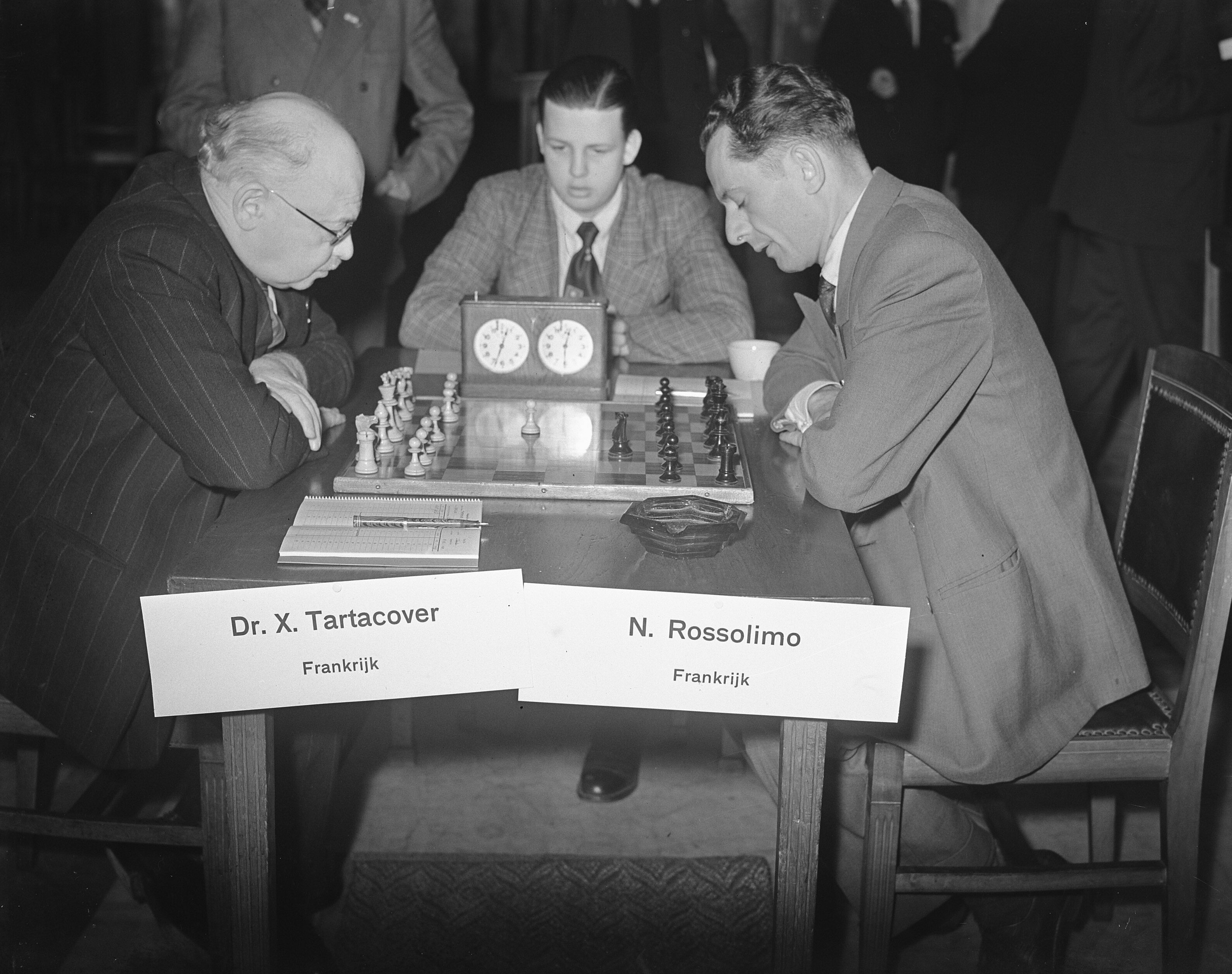
Rossolimo contra Tartakower, Ámsterdam 1950.

Nikolai Spiridonovich Rossolimo nació en una familia ruso-griega de clase media alta en Kiev, entonces parte del Imperio Ruso. Su padre era Spiridon Rossolimo, un pintor y retratista ruso de ascendencia griega, mientras que su madre, de soltera Xenia Nikolaevna Skugarevskaya, era una escritora aristocrática y corresponsal de guerra. Era sobrino del famoso neurólogo y psiquiatra ruso Grigory Ivanovich Rossolimo. Vivió en Moscú a mediados de la década de 1920 y se mudó a París con su madre rusa en 1929.
Terminó segundo detrás del ex campeón mundial José Raúl Capablanca en un torneo en París en 1938 y ganó el Campeonato de Francia en 1948. Fue campeón de París siete veces, y empató dos encuentros en 1948 y 1949 con Savielly Tartakower. En 1955, ganó el Campeonato Abierto de Estados Unidos celebrado en Long Beach, California, en desempates por delante de Samuel Reshevsky. El premio fue un automóvil Buick nuevo.
Rossolimo jugó para Francia en las Olimpíadas de Ajedrez de 1950 y 1972, y para los Estados Unidos en 1958, 1960 y 1966. La FIDE le otorgó el título de Maestro Internacional en 1950 y el título de Gran Maestro Internacional en 1953.
En 1952 se mudó a los Estados Unidos con su esposa Vera y su hijo Alexander para reunirse con su madre y su padre ruso-griego en Nueva York. Después de mudarse a los EE. UU., se transcribía a menudo su nombre como "Nicholas". En Nueva York, trabajó como camarero, taxista, tocaba el acordeón, trabajó como cantante y dirigió un estudio de ajedrez también para apoyar él mismo y su familia. El Rossolimo Chess Studio estaba ubicado en Greenwich Village en Manhattan. Era algo así como un café que servía comida y bebidas, y también vendía juegos de ajedrez y libros, pero donde el público —incluyendo artistas famosos como Marcel Duchamp— podía venir a jugar al ajedrez entre sí y de vez en cuando jugar con el propio Rossolimo por una cuota (Rossolimo jugaba partidas simultáneas con muchos de los clientes).
Rossolimo murió de lesiones en la cabeza luego de una caída por un tramo de escaleras, justo después de terminar tercero en su último evento, el Abierto Mundial de 1975. Fue enterrado en un cementerio ortodoxo ruso en Nueva Jersey.

### Talento de ajedrez
|       |       |       |       |       |       |       |       |       |  |
|       | a8 bd | b8    | c8 rd | d8    | e8    | f8 rd | g8    | h8 kd |  |
| a7 pd | b7    | c7 qd | d7    | e7    | f7 pd | g7 pd | h7 pd |       |  |
| a6 pl | b6 pd | c6    | d6    | e6 nd | f6 nl | g6    | h6    |       |  |
| a5    | b5    | c5    | d5 pd | e5 nl | f5    | g5    | h5    |       |  |
| a4    | b4    | c4    | d4 pl | e4    | f4    | g4 ql | h4    |       |  |
| a3 rl | b3    | c3    | d3    | e3    | f3    | g3    | h3    |       |  |
| a2    | b2 pl | c2    | d2    | e2    | f2 pl | g2 pl | h2 pl |       |  |
| a1    | b1    | c1    | d1    | e1 rl | f1    | g1 kl | h1    |       |  |
|       |       |       |       |       |       |       |       |       |  |

Los jugadores más fuertes que derrotó Rossolimo fueron Efim Bogoljubov, David Bronstein y el ex campeón mundial Max Euwe, contra quien tuvo dos victorias y una puntuación de por vida. También anotó tablas contra cuatro campeones del mundo: José Capablanca, Max Euwe, Bobby Fischer y Vassily Smyslov. Según el sitio Chessmetrics, que estima las calificaciones históricas de los jugadores en función de los resultados, su clasificación más alta fue la número 15 del mundo, alcanzada en diciembre de 1953.
Rossolimo ganó muchos premios de brillantez y "mejor partida" por sus hermosas partidas de ajedrez, y ha sido llamado un "artista del ajedrez". Se ha citado que dijo (aquí en la traducción): "¿Qué se supone que debo hacer, cambiar mi estilo romántico y convertirme en un cazador de puntos a cualquier precio? No, no lo haré. Lucharé por el arte del ajedrez. No me convertiré en un monstruo".
Una de las partidas más célebres de Rossolimo fue calificada por Al Horowitz, el difunto columnista de ajedrez del New York Times, como "de una brillantez de carácter asombroso, elegante y explosivo".
Rossolimo vs. Paul Reissman, San Juan 1967 
1.e4 e5 2.Cf3 Cc6 3.Ac4 Ac5 4.c3 Cf6 5.d4 exd4 6.cxd4 Ab4+ 7.Ad2 Axd2+ 8.Cbxd2 d5 9.exd5 Nxd5 10.Db3 Cce7 11.0-0 c6 12.Tfe1 0-0 13.a4 b6 14.Ce5 Ab7 15.a5 Tc8 16.Ce4 Dc7 17.a6 Aa8 18.Dh3 Cf4 19.Dg4 Ced5 20.Ta3 Ce6 21.Axd5 cxd5 22.Cf6+ Rh8 (diagrama) 23.Dg6 Dc2 24.Th3! 1-0
The Boston Globe escribió: "El verdaderamente talentoso Nicolas Rossolimo hizo una de las jugadas más asombrosas de Rossolimo-Reissman: 23.Dg6!!".

### Legado
|       |       |       |       |       |       |       |       |       |  |
|       | a8 rd | b8    | c8 bd | d8 qd | e8 kd | f8 bd | g8 nd | h8 rd |  |
| a7 pd | b7 pd | c7    | d7 pd | e7 pd | f7 pd | g7 pd | h7 pd |       |  |
| a6    | b6    | c6 nd | d6    | e6    | f6    | g6    | h6    |       |  |
| a5    | b5 bl | c5 pd | d5    | e5    | f5    | g5    | h5    |       |  |
| a4    | b4    | c4    | d4    | e4 pl | f4    | g4    | h4    |       |  |
| a3    | b3    | c3    | d3    | e3    | f3 nl | g3    | h3    |       |  |
| a2 pl | b2 pl | c2 pl | d2 pl | e2    | f2 pl | g2 pl | h2 pl |       |  |
| a1 rl | b1 nl | c1 bl | d1 ql | e1 kl | f1    | g1    | h1 rl |       |  |
|       |       |       |       |       |       |       |       |       |  |

Una de las innovaciones más perdurables de Rossolimo es la variante de la defensa siciliana que lleva su nombre: la Variante Rossolimo: 1.e4 c5 2.Cf3 Cc6 3.Ab5 (ver diagrama). Aunque generalmente se mantiene alejado de los fuegos artificiales tácticos comunes a la siciliana abierta, la Variante Rossolimo ofrece a las blancas alguna posibilidad de una ventaja de apertura.

### Otros
Rossolimo escribió dos libros: Les Echecs au coin du feu, una colección de sus estudios y finales con un prefacio de Savielly Tartakower, publicado en París en 1947; y los premios de Brillantez de Rossolimo, autoeditado en Nueva York en 1970. También hizo un disco de canciones en ruso, francés e inglés, con una portada diseñada por Marcel Duchamp y producida por Kismet Record Company. Es el héroe de un capítulo del libro Losing Moses on the Freeway. También tenía un cinturón marrón en judo y grabó un álbum de canciones rusas.

## Torneos y encuentros
La siguiente tabla muestra las posiciones y puntuaciones de Rossolimo en varios torneos y encuentros importantes:
| Año     | Ciudad              | Torneo                                | +G−P=T  | Puntaje | Lugar |
| ------- | ------------------- | ------------------------------------- | ------- | ------- | ----- |
| 1931    | París               | Campeonato de París                   | +11−3=2 | 12/16   | 3-4   |
| 1934    | París               | Campeonato de París                   | +12−0=2 | 13/14   | 1     |
| 1937    | París               | Exposición Internacional de París     |         |         | 1     |
| 1938    | París               | Torneo internacional                  | +6−1=3  | 7½/10   | 2     |
| 1939    | París               | Torneo internacional                  | +9−0=5  | 11½/14  | 1     |
| 1947    | Hilversum           | Torneo zonal europeo                  | +5−5=3  | 6½/13   | 7–8   |
| 1948    | París               | Campeonato de Francia                 | +5−0=3  | 6½/8    | 1     |
| 1948    | Beverwijk           | Torneo de Wijk Aan Zee                | +3-2=4  | 5/9     | 3–4   |
| 1948    | Bad Gastein         | Torneo internacional                  | +12−2=5 | 14½/19  | 2–3   |
| 1948    | París               | Encuentro con Savielly Tartakower     | +1−1=10 | 6/12    | tie   |
| 1948/49 | Hastings            | Torneo Internacional de Hastings      | +4−0=5  | 6½/9    | 1     |
| 1949    | Southsea            | Torneo internacional                  | +8−0=2  | 9/10    | 1     |
| 1949    | Heidelberg          | Torneo internacional                  | +4−1=4  | 6/9     | 2     |
| 1949    | Trenčianske Teplice | Torneo internacional                  | +9−4=6  | 12/19   | 4–5   |
| 1949    | Gijón               | Torneo internacional                  | +9−0=2  | 10/11   | 1     |
| 1949    | Venecia             | Torneo internacional                  | +8−2=5  | 10½/15  | 2     |
| 1949    | París               | Encuentro con Savielly Tartakower     | +5−5=0  | 5/10    | tie   |
| 1949/50 | Hastings            | Torneo Internacional de Hastings      | +6−0=3  | 7½/9    | 2     |
| 1950    | Beverwijk           | Torneo de Wijk Aan Zee                | +4−1=4  | 6/9     | 2–3   |
| 1950    | Gijón               | Torneo internacional[20]              | +7−1=3  | 8½/11   | 1     |
| 1950    | Venecia             | Torneo internacional                  | +7−2=6  | 10/15   | 3     |
| 1950    | Ámsterdam           | Torneo internacional                  | +5−2=12 | 11/19   | 8     |
| 1950    | Mar del Plata       | Torneo Internacional de Mar del Plata | +5−3=9  | 9½/17   | 8     |
| 1950    | Dubrovnik           | IX Olimpiada de Ajedrez               | +7−1=4  | 9/12    | 2[21] |
| 1950/51 | Hastings            | Torneo Internacional de Hastings      | +5−1=3  | 6½/9    | 2–3   |
| 1951    | Reykjavík           | Torneo internacional                  | +6−0=3  | 7½/9    | 1     |
| 1951    | Southsea            | Torneo internacional                  | +6−0=4  | 8/12    | 1–2   |
| 1951    | Bilbao              | Torneo internacional                  | +9−0=0  | 9/9     | 1     |
| 1951    | La Coruña           | Torneo internacional                  |         | 6½/8    | 1     |
| 1951    | Vitoria             | Torneo internacional                  | +6−0=1  | 6½/7    | 1     |
| 1951    | Birmingham          | Torneo Memorial Howard Staunton       | +4−2=9  | 8½/15   | 5–8   |
| 1952    | La Habana           | Torneo internacional                  | +9−4=7  | 12½/20  | 6     |
| 1952    | Sarre               | Torneo internacional                  |         |         | 1     |
| 1952    | Nueva York          | Encuentro con Arthur Bisguier         | +1−0=1  | 1½–½    | won   |
| 1953    | Milwaukee           | Campeonato abierto de EE.UU.          |         |         | 3–8   |
| 1953    | Beverwijk           | Torneo de Wijk Aan Zee                | +7−0=4  | 9/11    | 1     |
| 1954    | Hollywood           | Campeonato Panamericano               |         |         | 3–4   |
| 1954    | Nueva York          | Campeonato de Estados Unidos          | +3−2=8  | 7/13    | 6-7   |
| 1955    | Long Beach          | Campeonato abierto de EE.UU.          |         | 10/12   | 1     |
| 1956    | Washington D. C.    | Campeonato Abierto del Este           | +4−0=3  | 5½/7    | 2-5   |
| 1957    | Tarragona           | Torneo internacional                  | +6−1=2  | 7/9     | 2     |
| 1958    | Múnich              | XIII Olimpiada de ajedrez             | +6−1=8  | 10/15   | 3[21] |
| 1960    | Leipzig             | XIV Olimpiada de ajedrez              | +2−1=3  | 3½/6    |       |
| 1965    | Nueva York          | Campeonato de Estados Unidos          |         | 6/11    | 6     |
| 1966    | La Habana           | XVII Olimpiada de ajedrez             | +5−1=4  | 7/10    |       |
| 1967    | Washington D. C.    | Campeonato Abierto del Este           | +7−0=2  | 8/9     | 1     |
| 1967    | Puerto Rico         | Abierto de Puerto Rico                | +5−0=2  | 6/7     | 1     |
| 1968    | Málaga              | Torneo internacional                  |         | 5½/11   | 6–9   |
| 1969    | Monte Carlo         | Torneo de Grandes Maestros            |         | 5½/11   | 7     |
| 1969    | Vršac               | Torneo internacional                  |         | 8½/15   | 6–8   |
| 1972    | Skopie              | XX Olimpiada de ajedrez               | +7−6=4  | 9/17    |       |
| 1975    | Nueva York          | Torneo Abierto Mundial                | +7−1=1  | 7½/9    | 3     |